# DIN-skalan
DIN, Deutsche Industrie Norm, är en standard utgiven av Deutsches Institut für Normung (Tyska institutet för standardisering), och är en frivillig standard på många områden, exempelvis inom industrin.

## Beräkning
DIN-skalan för fotografisk film (°DIN) är ett något annorlunda sätt att mäta en fotografisk films känslighet än ISO-skalan (tidigare kallad ASA-skalan). DIN-skalan är logaritmisk, medan ISO är en linjär skala. En strikt konvertering mellan ISO och DIN kan inte göras, men man kan för normala filmtyper göra en ungefärlig omräkning: en fördubbling av känsligheten (ISO-talet) motsvaras av en ökning med 3 på DIN-skalan.  En approximativ omräkning från ISO till DIN sker enligt följande formel:
DIN = 1 + 10 * log10(ISO)

### Exempel
- 33 DIN – 1600 ISO/ASA (högkänslig men grovkornig film)
- 30 DIN – 800 ISO/ASA
- 27 DIN – 400 ISO/ASA
- 24 DIN – 200 ISO/ASA
- 21 DIN – 100 ISO/ASA
- 18 DIN – 50 ISO/ASA (mycket finkornig film)
- 15 DIN – 25 ISO/ASA